# Long Tall Sally (ep)
Long Tall Sally is de vijfde Britse ep-release van de Britse band The Beatles en de eerste Britse ep van de band met nummers die niet eerder op een album of single in het Verenigd Koninkrijk zijn uitgebracht. (Twee van de nummers waren in april in Amerika uitgebracht op The Beatles' Second Album, terwijl de andere twee in juli zouden verschijnen op het Noord-Amerikaanse album Something New.) Het werd door Parlophone op 19 juni 1964 in het Verenigd Koninkrijk uitgebracht, met catalogusnummer GEP 8913, in mono.
De ep bevat drie covers – het titelnummer (oorspronkelijk bekend van Little Richard), Slow Down en Matchbox – evenals een nummer door Lennon-McCartney, I Call Your Name, een nummer dat oorspronkelijk aan Billy J. Kramer & The Dakotas werd gegeven. Kramer had het nummer uitgebracht als B-kant van een ander Lennon-McCartney-nummer, Bad to Me, dat in het Verenigd Koninkrijk een nummer 1-positie bereikte en in de Verenigde Staten tot nummer 9 kwam.
De foto op de ep-cover is gemaakt door Robert Freeman, zoals vermeld op de achterkant.

## Tracklijst
| Nr. | Titel                                                                 | Leadzanger | Duur |
| --- | --------------------------------------------------------------------- | ---------- | ---- |
| 1.  | Long Tall Sally (Enotris Johnson, Richard Penniman, Robert Blackwell) | McCartney  | 2:03 |
| 2.  | I Call Your Name (Lennon-McCartney)                                   | Lennon     | 2:09 |

| Nr. | Titel                                       | Leadzanger | Duur |
| --- | ------------------------------------------- | ---------- | ---- |
| 1.  | Slow Down (Larry Williams) (Larry Williams) | Lennon     | 2:56 |
| 2.  | Matchbox (Carl Perkins)                     | Starr      | 1:58 |

## Credits
- John Lennon – zang, slaggitaar
- Paul McCartney – zang, basgitaar
- George Harrison – hoofdgitaar
- Ringo Starr – drums, koebel, zang
- George Martin – producer, piano

## Andere releases
- In de Verenigde Staten werd de ep gesplitst en uitgebracht op The Beatles' Second Album (Long Tall Sally en I Call Your Name) en Something New (Slow Down en Matchbox).
- In Canada werden de eerste twee nummers opgenomen op een volledig album met dezelfde naam, The Beatles' Long Tall Sally.
- In 1976 werden de vier nummers op de ep uitgegeven als onderdeel van het dubbelalbum Rock 'n' Roll Music, een verzameling van 28 Beatles-opnamen. Dit markeerde het Britse stereodebuut van deze nummers op een album.
- In 1978 werden de nummers opnieuw opgenomen op de Britse lp Rarities, eerst uitgebracht als onderdeel van The Beatles Collection en vervolgens afzonderlijk in het Verenigd Koninkrijk, waarbij alle vier de nummers in mono verschenen. De Amerikaanse versie van Rarities had een andere tracklijst en bevatte niet de Long Tall Sally-ep-nummers, omdat ze allemaal eerder op Amerikaanse albums waren uitgebracht.
- In 1988 werd de ep samengesteld met de Beatles-singles en uitgebracht als onderdeel van de Past Masters-collectie, die, in combinatie met de 12 originele Britse albums plus het Amerikaanse album Magical Mystery Tour, alle Beatles-releases in het Verenigd Koninkrijk beschikbaar maakte op compact disc. De vier nummers stonden wederom in stereo.
- De ep werd in 1992 opnieuw uitgebracht als onderdeel van de 15-disc Compact Disc EP Collection, met de nummers in hun originele monofone sound.
- In december 2004 bracht Capitol Records een boxset met vier cd's uit, The Capitol Albums, Volume 1, met heruitgaven van de eerste vier Amerikaanse Capitol-albums op compact disc. De nummers Long Tall Sally en I Call Your Name stonden op schijf 2 (The Beatles' Second Album), met Slow Down en Matchbox op schijf 3 (Something New). De nummers op alle vier de schijven werden zowel in mono als stereo gepresenteerd.
- In 2009 werden de Britse opnames van de Beatles opnieuw geremasterd en opnieuw uitgebracht, zowel in stereo als in mono, waarbij beide formaten beschikbaar waren als box-sets en de eerste ook beschikbaar waren als individuele releases. De stereo-releases bevatten Past Masters, terwijl de mono-boxset een nieuwe mono-versie van de compilatie bevatte, Mono Masters, waardoor alle Long Tall Sally-tracks tegelijkertijd in beide formaten beschikbaar waren.
- Op 28 november 2014 werd de ep in beperkte aantallen opnieuw uitgegeven aan onafhankelijke platenwinkels voor Record Store Day.[1]